# ميليتوم
الميليتوم (من اللاتينية mille، بمعنى "ألف"، كما في المليمتر، واليونانية temnein التي تعني "القطع") هي جهاز مصمم لحمل العضو الذي تم شراؤه حديثًا وتسهيل تقطيعه إلى العديد من كتل الأنسجة الصغيرة للاستخدام في تحليل الخلية الواحدة. يحتوي الميليتوم على أخاديد قطع منفصلة وموضوعة بشكل متساوٍ في كلا الاتجاهين x و y لتوجيه سكين قطع من الفولاذ الكربوني لإنتاج شرائح أو مكعبات ذات حجم موحد من مادة الأنسجة. تم تطوير تصميم الميليتوم واستخدامه بواسطة فريق HIVE MC-IU، جامعة إنديانا (PI: Katy Börner؛ جائزة معاهد الصحة الأمريكية رقم: OT2OD026671) وأعضاء من البنية التحتية السيبرانية لعلوم الشبكات لبرنامج أطلس الجزيئات الحيوية البشرية، وهي جزء من الولايات المتحدة، التي تعد جزءًا من برنامج أطلس الجزيئات الحيوية البشرية (HuBMAP) التابع للصندوق الوطني الأمريكي للصندوق المشترك.
يتم استخدام الميليتوم لإنشاء كتل نسيجية ذات حجم موحد تتناسب مع شكل وحجم الأعضاء من مكتبة الكائنات المرجعية ثلاثية الأبعاد لـبرنامج أطلس الجزيئات الحيوية البشرية. يحتوي الجزء الميليتوم على حزمة بيانات رقمية مرتبطة بها تتضمن ملف لغة المثلث القياسية، وجدول بيانات لتعيين المواقع المكانية لمعرفات برنامج أطلس الجزيئات الحيوية البشرية، وملف بيانات وصفية يحتوي على معلومات حول الحجم والأبعاد وجنس المتبرع والجانب الجانبي للعضو المرجعي الذي يكون الميليتوم من أجله التركيب. تصف الإجراءات الموضحة هنا كيفية إنشاء الميليتومات

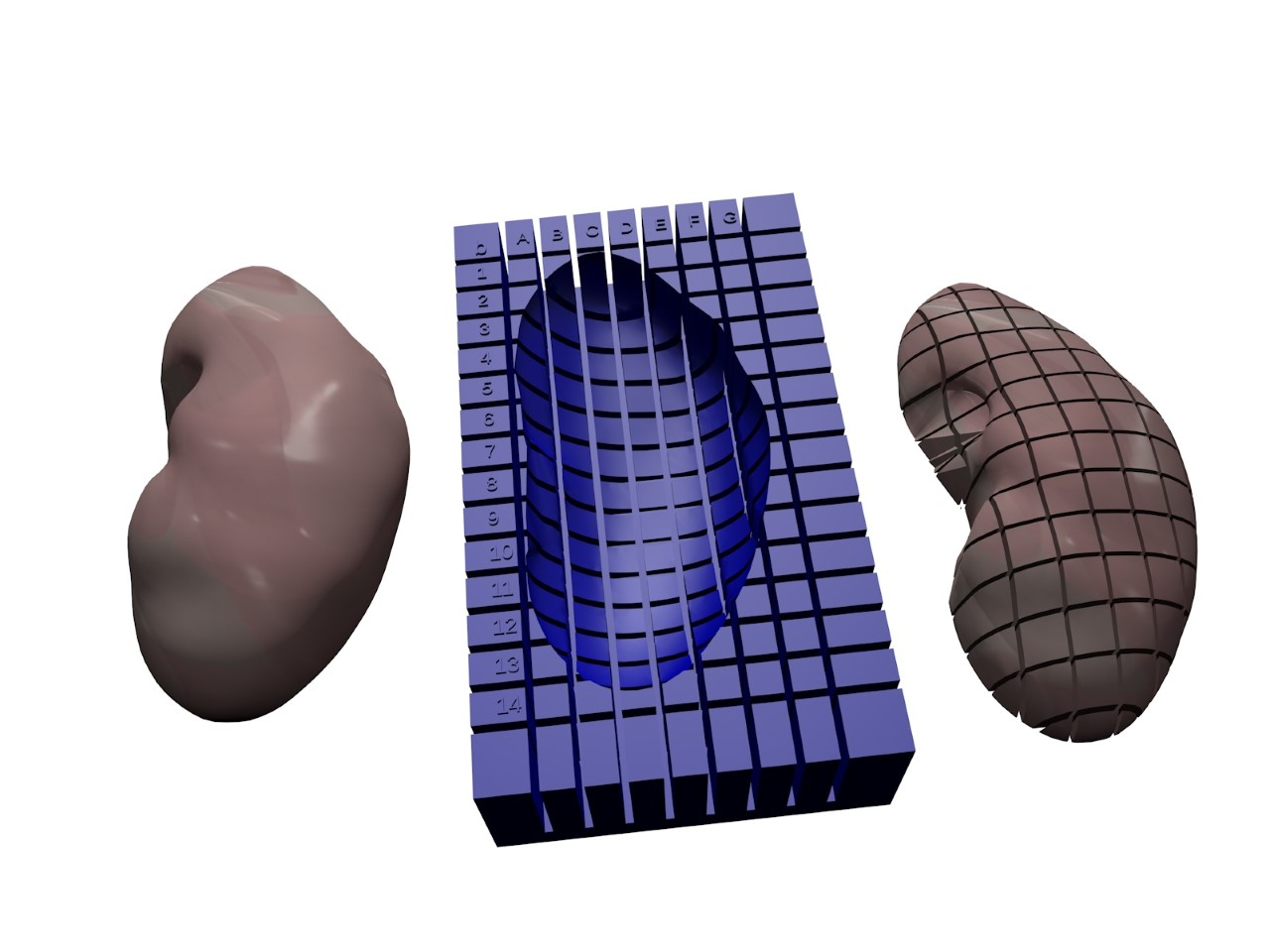
الجهاز المرجعي للكلى (يسار)؛ قالب الطحن المطبوع ثلاثي الأبعاد مع معرفات كتلة الأنسجة (في الوسط)؛ مطابقة كتل 3D

وكيف يتم الاحتفاظ بالمواقع المكانية لكل شريحة أو مكعب في أطلس المرجع البشري.

## نماذج
يُنشئ مصمم نماذج ميليتوم ملفات ثلاثية الأبعاد يمكن طباعتها يشكل ثلاثي الأبعاد ويكون مسؤولاً عن إنشاء كتل افتراضية ثلاثية الأبعاد متطابقة للاستخدام في واجهة مستخدم HuBMAP CCF أو البيئات الافتراضية الأخرى. OpenScad، مصمم نماذج ثلاثي الأبعاد مفتوح المصدر، قائم على التعليمات البرمجية، يُستخدم لإنشاء هندسة ثلاثية الأبعاد. تستخدم جميع نماذج الميليتوم أعضاء مرجعية ثلاثية الأبعاد من مشروع مكتبة الولايات المتحدة الوطنية للطب المرئي البشري المتاح عبر بوابة أطلس المرجع البشري.
النموذج ثلاثي الأبعاد الناتج له استخدامان رئيسيان:
1. يوفر بيانات هندسية ثلاثية الأبعاد يمكن طباعتها بشكل ثلاثي الأبعاد، مما يؤدي إلى إنشاء ميليتومي مادي. في هذه الحالة، يتم تصدير الملفات ثلاثية الأبعاد بتنسيق لغة المثلث القياسية واستيرادها إلى تطبيق طباعة ثلاثي الأبعاد مثل Ultimaker Cura[8] أوضبط المادة.[9]
2. يوفر بيانات ثلاثية الأبعاد لكتل الأنسجة المقطوعة بالميليتوم نفسه لاستخدامها في واجهة ويب مثل EUI الخاص ببرنامج أطلس الجزيئات الحيوية البشرية .

يضمن استخدام نفس الشكل الهندسي ثلاثي الأبعاد لكلا الغرضين أن الأبعاد والنسب والسمات الأخرى الخاصة بميليتوم معين تتطابق في كل من النسختين المادية والظاهرية.

## وصول واستخدام
يزور أحد المستخدمين الميليتوم موقع الويب HRA Millitome للوصول إلى الميليتومات المترجمة مسبقًا للأعضاء المختلفة واختيار أفضل الأعضاء المطابقة من حيث جنس المتبرع، وحيوية الأعضاء (إن أمكن)، وحجم العضو، ومسافات القطع. يقوم المستخدم بعد ذلك بتنزيل حزمة ملف بيانات للمليتوم المخصص الذي يتكون من ثلاثة ملفات:
1. ملف لغة المثلث القياسية يستخدم لطباعة ثلاثية الأبعاد لأداة قطع الأنسجة الميليتومية.
2. ملف بحث قيم مفصولة بفواصل يربط معرفات الميليتوم المحددة مسبقًا بمعرفات برنامج أطلس الجزيئات الحيوية البشرية.
3. ملف بيانات وصفية قيم مفصولة بفواصل يحتوي على معلومات حول المليتوم لضمان إمكانية التكاثر.

يمكن طباعة ملف لغة المثلث القياسية ثلاثي الأبعاد في المنزل أو إرساله إلى خدمة الطباعة التجارية. يربط ملف بحث قيم مفصولة بفواصل معرفات الميليتوم (التي تشير إلى كتلة نسيج على الميليتوم) بمعرفات برنامج أطلس الجزيئات الحيوية البشرية (كتل الأنسجة المادية المقطوعة بالمليتوم). يوفر ملف بيانات وصفيةCSV البيانات الوصفية التالية حول الميليتوم: العضو، والجنس، والأطراف (إن أمكن)، وحجم كتلة الأنسجة، وحجم شبكة القطع التي يستخدمها الميليتوم. يحتوي أيضًا على بيانات وصفية حول كل معرّف من الميليتوم في لغة المثلث القياسية: موضع x ، y ، z- و x ، البعد y.

## استخدامه في قطع الأنسجة
يتم استخدام صينية الميليتوم مع سكين الكربون أو الفولاذ المقاوم للصدأ. بمجرد قطع العضو، يجب الحفاظ على موقع وتناوب جميع كتل الأنسجة. تم استخدام صواني مكعبات الثلج بنجاح للحفاظ على كتل الأنسجة منفصلة ومرتبة. نظرًا لأن الطباعة ثلاثية الأبعاد لميليتوم يمكن أن تستغرق عدة ساعات، فإن الشركات الصغيرة ومتوسطة الأعضاء المهتمة بالحصول على العديد من مكعبات الأنسجة من عضو كامل يجب أن تطبع مسبقًا الميليتوم من الأحجام القياسية وتحتفظ بها في مختبراتها. وهذا يسمح بقطع الأنسجة البشرية فور توفرها.

## تحديد كتل الأنسجة
يسرد جدول بيانات بحث قيم مفصولة بفواصل المقدم كجزء من حزمة البيانات معرفات الميليتوم التي تم تعيينها مسبقًا لكل كتلة في شبكة القطع. يتم تعيين معرفات الميليشيات باستخدام أرقام للمحور y، وحروف المحور x، والحروف "b" أو "t" للجانب السفلي/العلوي. يسجل مستخدم الميليتوم معرف كتلة الأنسجة المعينة لكل عينة نسيج بناءً على موقعها داخل الميليتوم. يسمح ذلك بتوصيل البيانات من عينة الأنسجة بموقع كتلة نسيج افتراضي معين داخل العضو المرجعي.